# Panixerpass
Panixerpass är ett bergspass i Schweiz.   Det ligger i kantonen Glarus, i den östra delen av landet, 130 km öster om huvudstaden Bern. Panixerpass ligger 2 542 meter över havet.
Terrängen runt Panixerpass är huvudsakligen bergig. Panixerpass ligger uppe på en höjd. Närmaste större samhälle är Ennenda, 20,0 km norr om Panixerpass. 
Trakten runt Panixerpass består i huvudsak av gräsmarker. Runt Panixerpass är det glesbefolkat, med 17 invånare per kvadratkilometer.